# Almindelig syren
Almindelig syren (Syringa vulgaris) - normalt bare kaldt syren - er en op til 6 meter høj busk, der i Danmark er almindelig både i haver og vild natur. Syren er nem at kende på sine helrandede, læderagtige, frisk grønne blade og lyslilla blomster, der sidder i toppe.
Navnet "syren" udtales med tryk på sidste stavelse som [syˈʁεˀn].

## Beskrivelse
Syren er en stor, løvfældende busk eller et lille træ. Vækstformen er opret med grove grene og forholdsvis få sidegrene. Barken er først glat og grågrøn. Senere bliver den grå og furet. De nye skud er helt rette med modsatte, ægformede knopper. Ofte mangler endeknoppen, sådan at skuddet ender med to knopper. Bladene er ovale til hjerteformede og helrandede, lidt læderagtige og helt glatte. Oversiden er friskt grøn, mens undersiden er lysegrøn.
Blomstringen sker i juni, og blomsterne er samlet i store endestillede klaser. De er lyslilla eller (sjældnere) hvide, og de har stærk duft. Frugterne er brune, aflange kapsler. Frøene modner ikke ordentligt i Danmark.
Rodnettet består af flere, svære og dybtgående hovedrødder med et tæt grenet og højtliggende filt af siderødder. Fra rødderne eller fra vandrette udløbere kommer der før eller senere adskillige rodskud.
Højde x bredde og årlig tilvækst: 5 × 4 m (30 × 20 cm/år).

## Voksested
Syren danner krat og skovbryn på porøs, let og kalkrig jord i Balkanlandene. I det nordøstlige Bulgarien, hvor klimaet er kontinentalt med varm, tørre somre og hårde vintre, findes steppeområder af samme type, som kan ses i f.eks. Ungarn og Ukraine. Her vokser arten sammen med bl.a. agernigella, almindelig blærebælg, almindelig judastræ, almindelig nældetræ, almindelig parykbusk, asfaltkløver, asiatisk singrøn, balkanpæon, bjergkortkrone, bjergstenfrø, blå staudeklematis, broget salvie, buskhestesko, dværgmandel, farvegåseurt, foderesparsette, fransk rose, glatbladet tidselkugle, gul læbeløs, hvid diktam, hårtotfjergræs, kronelimurt, lav iris, Melica transsilvanica (en art af flitteraks), melittis, opret galtetand, pigget lakrids, Potentilla cinerea (en art af potentil), purpurkongelys, russisk løn, Scabiosa argentea (en art af skabiose), sibirisk klokke, skærmokseøje, slank sternbergia, spinkel kambunke, strandasters, sølvsalvie, sølvbladet pære, Teucrium polium (en art af kortlæbe), uldhåret fingerbøl, våradonis og weichsel

## Anvendelse
Syren er egnet som spredt indblanding både i skovbryn, læ- og vildtplantninger, men kan også bruges alene som læplante.
Den tåler vind og nogen skygge. Den er nøjsom og kan bruges selv på mager, ikke for tør sandjord. Foretræk – om muligt – sorter, der er podet på ungarsk syren, hvor vildskuddene har helt andre blade. Planten tåler kraftig beskæring.

## Note
1. ↑  Where to watch plants in Bulgaria: Norteastern Bulgaria Arkiveret 14. august 2014 hos  Wayback Machine – grundig beskrivelse af vegetationerne i denne landsdel (engelsk)